# Southend United
Southend United (offiziell: Southend United Football Club) – auch bekannt als The Shrimpers oder The Blues – ist ein englischer Fußballverein aus Prittlewell/Southend-on-Sea. Der Klub stieg 2021 nach 101 Jahren in der Football League in die National League ab.

## Geschichte

### Gründungsphase
Der Verein wurde im Jahr 1906 während eines Zusammenseins in der Gaststätte Blue Boars in Prittlewell, dessen Südteil einst Southend hieß, gegründet, um einen weiteren Klub neben dem bereits existierenden Verein Southend Athletic zu etablieren.
Um sich von den roten Vereinsfarben von Athletic deutlich zu unterscheiden, wählte Southend United blaue Trikots aus und bezog die Spielstätte Roots Hall, nur unweit des Blue Boar gelegen. Noch im Gründungsjahr trat der Verein der zweiten Liga der Southern League bei, die der Verein nach zwei aufeinanderfolgenden Meisterschaften im Jahr 1908 verließ und dann in der ersten Klasse der Southern League spielte. In der ersten Saison hatte dabei Harold Halse 91 Treffer erzielt und wechselte daraufhin zu Manchester United.
Southend United pendelte fortan zwischen der ersten und zweiten Spielklasse der Southern League und schloss sich im Jahr 1920 der Football League an, um dort als Gründungsmitglied in der neuen Third Division South zu agieren. Gleichzeitig wurde mit dem Kursaal Amusement Park ein neuer Platz gefunden, wo die Heimspiele des Vereins ausgetragen werden sollten.

### Aufenthalt in der dritten und vierten Liga
Nach einem 17. Tabellenplatz in der ersten Saison spielte der Klub fortan langjährig in der dritten Liga, wobei die dritten Plätze in den Jahren 1932 und 1950 die vorerst besten Ergebnisse des Vereins waren. Im Jahr 1938 zog Southend United in das Grainger Road Greyhound Stadium um, bevor der Spielbetrieb kurz darauf aufgrund des Zweiten Weltkriegs unterbrochen wurde. Dadurch wurde auch die Karriere des vereinseigenen Rekordnationalspielers George McKenzie unterbrochen, der in den 30er-Jahren für Southend United aktiv war und auf neun Einsätze für die irische Nationalmannschaft kam.
Nach der Wiederaufnahme des Spielbetriebs begannen 1953 die Bauarbeiten an einem neuen Stadion in Roots Hall, wobei die Finanzierung ausschließlich von den Anhängern des Vereins übernommen wurde, bevor diese es dann in den 1960er Jahren fertig an den Klub übergaben. Als die dritte Liga 1958 zu einer eingleisigen Third Division wurde qualifizierte sich Southend United dafür durch einen siebten Platz in der Saison zuvor, stieg dann jedoch im Jahr 1966 erstmals in seiner Vereinsgeschichte ab und spielte bis 1972 in der Fourth Division. Am 10. Januar 1979 gab es im FA-Cup-Spiel gegen den FC Liverpool mit 31.090 Besuchern den bisher höchsten Zuschauerzuspruch.
Während des Aufenthalts in der untersten englischen Spielklasse gelangen dem Verein 1968 zwei außergewöhnlich hohe Siege im FA Cup, als in den ersten beiden Runden zunächst der FC King’s Lynn mit 9:0 und anschließend Brentwood Town mit 10:1 geschlagen wurden. Im Jahr des Wiederaufstiegs bildeten der Schotte Billy Best und der spätere Spieler des FC Chelsea Bill Garner ein erfolgreiches Sturmduo.
Nach einem weiteren Abstieg in die Viertklassigkeit im Jahr 1976 gelang dem Verein 1978 als Vizemeister hinter dem FC Watford die erneute Rückkehr in die Third Division. Dem Abstieg im Jahr 1980 folgte eine gute Saison als Meister der Fourth Division, wobei vor allem der neue Trainer Dave Smith Erwartungen für eine bessere Zukunft weckte. Diese erhielten jedoch einen Rückschlag, als der Nachtclubbesitzer Anton Johnson die Aktienmehrheit an dem Verein übernahm und ihn anschließend nahezu ruinierte. Nach seiner Verhaftung folgte ihm Vic Jobson als Präsident.

### Jüngste Entwicklungen seit 1990
Unter der Regentschaft von Jobson, der die Zuneigung der Anhänger nie vollständig gewinnen sollte, gelang dem Verein mit David Webb als Trainer in den Jahren 1990 und 1991 der direkte Durchmarsch von der vierten Liga in die Second Division, die der Klub am Neujahrstag 1992 sogar einmalig kurz anführte. Der zwölfte Platz am Ende der ersten Saison bedeuteten die höchste jemals erreichte Meisterschaftsplatzierung des Vereins. Webb hatte sich im Mai jedoch mit Jobson überworfen und wurde durch Colin Murphy ersetzt, der in seinem einjährigen Engagement Stan Collymore von Crystal Palace verpflichtete.
Die weiteren Trainer Barry Fry, Peter Taylor und Ronnie Whelan konnten in der fortan First Division genannten zweiten Liga den stetigen Abwärtstrend nicht vermeiden, so dass Southend United 1997 nicht nur als Tabellenletzter in die dritte Liga, sondern im Jahr darauf sogar erneut als Tabellenletzter in die vierte Liga absteigen musste.
Es folgten turbulente Zeiten, in denen der Verein das Stadion verkaufte, um die angehäuften Schulden zu tilgen. Gleichzeitig versprach die Vereinsführung, dem Verein mit dem Bau eines neuen Stadions bis 2003 neuen positiven Elan zu geben. Sportlich fand jedoch zunächst lange keine Verbesserung statt. Dies änderte sich, als im Jahr 2003 Steve Tilson, ein ehemaliger Spieler des Vereins, das Traineramt übernahm.
Das erste positive Anzeichen war im Jahr 2004 ersichtlich, als Southend United erstmals in seiner Geschichte in einem Pokalfinale stand und nach einer 0:2-Niederlage gegen den FC Blackpool die LDV Vans Trophy nur knapp verpasste, wobei 20.000 Anhänger von Southend United die Mannschaft ins Millennium Stadium nach Cardiff begleiteten. Nachdem Tilson zunächst nur Interimstrainer gewesen war, betreute er nun die Mannschaft dauerhaft und führte sie im Jahr 2005 zu einer weiteren Finalteilnahme im Wettbewerb der LDV Vans Trophy, die man nach einer erneuten 0:2-Niederlage, nun gegen den AFC Wrexham, wieder nicht gewinnen konnte. Dennoch gelang der Aufstieg in die dritte Liga, den man nach Play-off-Siegen gegen Northampton Town und Lincoln City sicherstellen konnte. In der folgenden Saison gelang dann als Meister der sofortige Durchmarsch in die zweithöchste englische Spielklasse, die Football League Championship, in der der Klub ab 2006 spielte. Dem Verein gelang es jedoch nicht, sich in der Championship zu etablieren und den Abstieg in die League One längerfristig zu verhindern.
Nach dem Abstieg in die League Two im Jahr 2010 wurde 2013 der ehemalige Hull City Trainer Phil Brown engagiert, dem mit dem Verein 2015 nach einem spannenden Finale gegen Wycombe Wanderers (7:6 nach Elfmeterschießen) der Aufstieg in League One gelang. In der Saison 2016/017 wurde der Einzug in die Play-offs zur Championship nur um einen Punkt verpasst.

## Bekannte ehemalige Spieler
- Nicky Bailey
- Billy Best
- Stan Collymore
- Justin Edinburgh
- Eddie Firmani
- Bill Garner
- Shaun Goater
- Harold Halse
- Frank Lampard Sr.
- Mike Marsh
- George McKenzie
- Garry Nelson
- Chris Powell
- Neville Southall
- Peter Taylor
- Ronnie Whelan

## Trainer
- 1906–1910: Bob Jack
- 1910–1911: George Molyneux
- 1912–1919: Joe Bradshaw
- 1919–1920: Ned Liddell
- 1920–1921: Tom Mather
- 1921–1934: Ted Birnie
- 1934–1940: David Jack
- 1946–1956: Harry Warren
- 1956–1960: Eddie Perry
- 1960:00000 Frank Broome
- 1961–1965: Ted Fenton
- 1965–1967: Alvan Williams
- 1967–1969: Ernie Shepherd
- 1969–1970: Geoff Hudson
- 1970–1976: Arthur Rowley
- 1976–1983: Dave Smith
- 1983–1984: Peter Morris
- 1984–1986: Bobby Moore
- 1986–1987: David Webb
- 1987:00000 Dick Bate
- 1987–1988: Paul Clark
- 1988–1992: David Webb
- 1992–1993: Colin Murphy
- 1993:00000 Barry Fry
- 1993–1995: Peter Taylor
- 1995:00000 Steve Thompson
- 1995–1997: Ronnie Whelan
- 1999:00000 Mick Gooding
- 1999–2000: Alan Little
- 2000:00000 Mick Gooding
- 2000–2001: David Webb
- 2001–2003: Rob Newman
- 2003:00000 Stewart Robson
- 2003:00000 Steve Wignall
- 2003:00000 David Webb
- 2003–2010: Steve Tilson
- 2010–2013: Paul Sturrock
- 2013–2018: Phil Brown
- 2018–2019: Chris Powell
- 2019:00000 Kevin Bond
- 2019–2020: Sol Campbell
- 2020–2021: Mark Molesley
- 2021:00000 Phil Brown
- 2021–:0000 Kevin Maher

## Ligazugehörigkeit
- 1906–1920: Southern League
- 1920–1966: Football League Third Division
- 1966–1972: Football League Fourth Division
- 1972–1976: Football League Third Division
- 1976–1978: Football League Fourth Division
- 1978–1980: Football League Third Division
- 1980–1981: Football League Fourth Division
- 1981–1984: Football League Third Division
- 1984–1987: Football League Fourth Division
- 1987–1989: Football League Third Division
- 1989–1990: Football League Fourth Division
- 1990–1991: Football League Third Division
- 1991–1992: Football League Second Division
- 1992–1997: Football League First Division
- 1997–1998: Football League Second Division
- 1998–2004: Football League Third Division
- 2004–2005: Football League Two
- 2005–2006: Football League One
- 2006–2008: Football League Championship
- 2008–2010: Football League One
- 2010–2015: Football League Two
- 2015–2020: Football League One / EFL League One
- 2020–2021: EFL League Two
- seit 2021: National League